# Solidarité internationale trinitaire
Pour les articles homonymes, voir SIT.
La Solidarité internationale trinitaire (SIT), est un organisme catholique appartenant à l'Ordre de la Très Sainte Trinité pour la Rédemption des captifs (OSST) dont le siège social est à Rome. Angelo Buccarello en est le président (2005).
Cet organisme se donne pour but de :
- libérer les persécutés et les esclaves,
- éliminer de nouvelles formes d’esclavage, d’oppression, de violence ,
- promouvoir la solidarité et la communion.